# 大池親水公園 (春日部市)
大池親水公園（おおいけしんすいこうえん）は埼玉県春日部市に所在する春日部市が設置、管理・運営する公園である。

## 概要
この大池親水公園は古くより所在していた「大池」を囲うように整備され、開園した公園である。建設の際に大池の水面がやや縮小整備されている。園内には大池を周回できる園路がある。この他、憩いの家（入浴施設やホール、会議室など）や滝、ちびっこ広場が置かれており、大池ではハクチョウやコハクチョウなどの水鳥を見ることも可能である。公園の面積は約13,049㎡となっている。

## 施設
- 駐車場
- あずまや
- 灯篭
- 憩いの家
- 大池
  - 中の島
  - 橋
  - 噴水（2種）
  - 滝
- 植栽
  - 欅
  - 松
- ベンチ
- 遊歩道（園路） - 池を一周するように整備されている。
- トイレ
- ちびっこ広場
- 遊具
  - 滑り台（コンビネーション遊具）
  - ブランコ
  - 砂場

## 所在地
- 〒344-0064
- 埼玉県春日部市南5丁目7番地（南5丁目3618番地）[3]

## 交通
- 一ノ割駅より西北西方へ徒歩にて約9分。（道程約600m）[4]

## 周辺
- 大池
- 新宿堀
- 運動広場
- 南4丁目ちびっこ広場
- 一ノ割駅
- 会之堀川
- 上根公園
- 春日部市立上沖小学校